# 藤澤貴之
藤澤 貴之（ふじさわ たかゆき、1966年（昭和41年）8月26日 - ）は、日本の実業家、銀行家。青森みちのく銀行代表取締役会長、プロクレアホールディングス代表取締役副社長、青森放送取締役。

## 来歴・人物
青森県青森市出身。青森市立西中学校から、青森高校に進学。1990年に千葉大学法経学部を卒業後、みちのく銀行に入行。
同行古川支店長、人事部長、営業本部長、常務執行役員、専務執行役員を経て、2007年、高田邦洋の後任として経営企画部長に就任。2018年に取締役に選任されると、高田の後任として代表取締役頭取に就任した。
2020年、青森銀行との経営統合を否定するが、翌年、2024年をめどに青銀と経営統合する意向を発表した。
2022年、プロクレアホールディングス副社長に就任。
2025年1月1日、合併で発足する青森みちのく銀行代表取締役会長に就任した。

## 経歴
- 1990年4月 みちのく銀行入行。
- 2006年10月 同経営企画副部長。
- 2007年4月 同経営企画部長。
- 2008年4月 古川支店長。
- 2012年4月 人事部長。
- 2015年4月 執行役員[2]営業本部長兼営業戦略部長。
- 2016年6月 常務執行役員[2]営業本部長兼営業戦略部長。
- 2017年4月 専務執行役員[2]営業本部長。
- 2018年6月 代表取締役頭取。
- 2022年4月 プロクレアホールディングス代表取締役副社長、同年6月 青森放送取締役[8][9]。
- 2025年1月 青森みちのく銀行代表取締役会長。

## 参考資料
- “第46期定時株主総会招集ご通知” (PDF).   みちのく銀行 (2018年6月5日). 2019年5月21日閲覧。
- “代表取締役等の異動に関するお知らせ” (PDF).   みちのく銀行 (2018年3月27日). 2019年5月21日閲覧。

| ビジネス      | ビジネス                           | ビジネス                |
| ------------- | ---------------------------------- | ----------------------- |
| 先代 高田邦洋 | みちのく銀行頭取 ：2018年 - 2024年 | 次代 （合併により消滅） |
| 先代 成田晋   | 青森みちのく銀行会長 ：2025年 -    | 次代 -                  |